# برک (خواننده)
برک (آلمانی: Berq؛ نام اصلی فلیکس داوتزنبرگ) (زادهٔ ۲۰۰۴) یک خواننده آلمانی اهل هامبورگ است. ترانه پرچم قرمز (به آلمانی: Rotte Flaggen) از وی در چارت آلمان به رتبه چهار و در چارت اتریش به رتبه سه رسید. آلبوم اول وی (Berq) نیز در آلمان به رتبه دو رسید.